# Flatenbadet

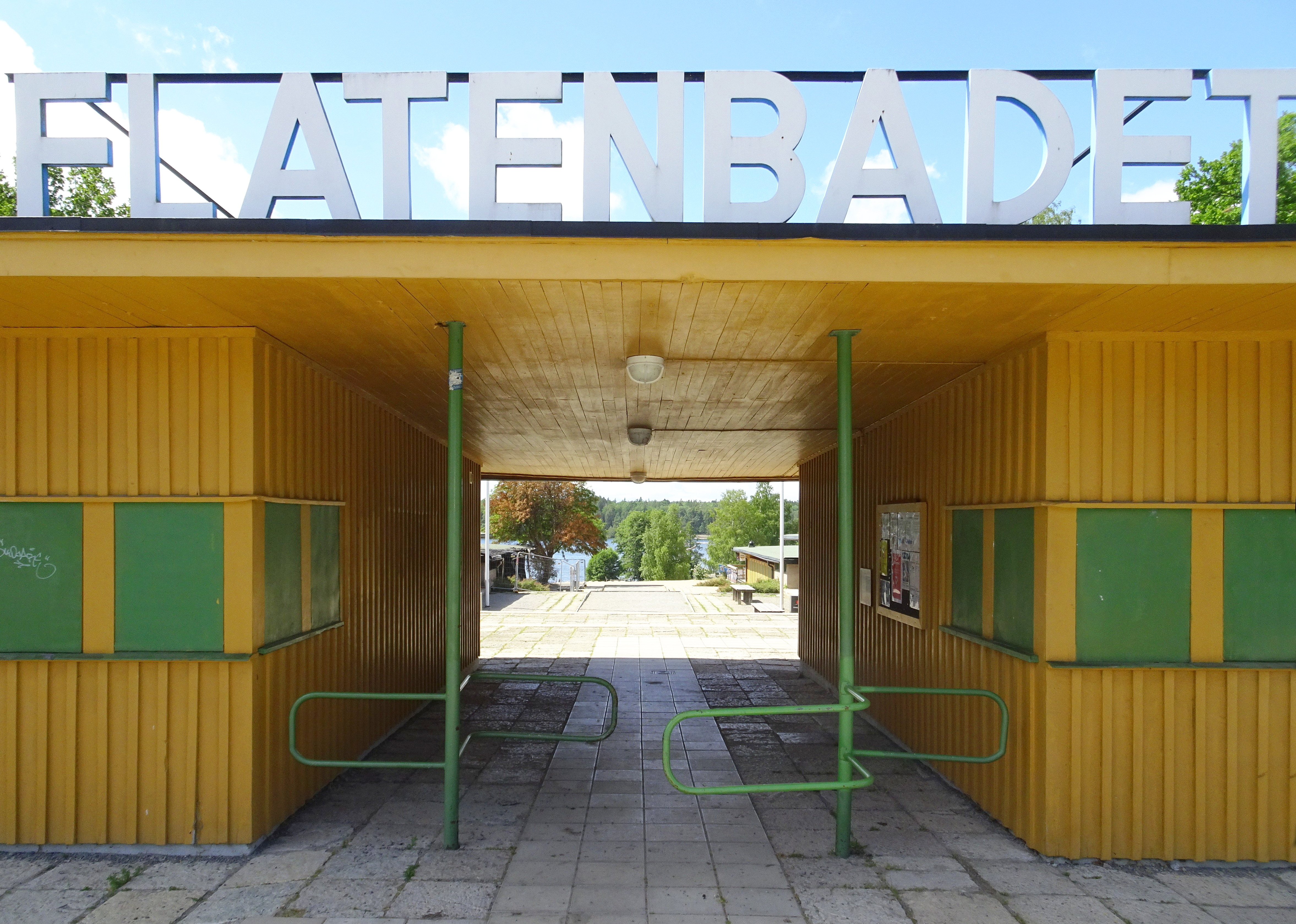
Flatenbadets entré i juli 2020.

Flatenbadet är ett strandbad i sjön Flaten vid Flatenvägen 200 i sydöstra Stockholm. Badet är stadens största friluftsbad och ligger i den i huvudsak obebyggda stadsdelen Flaten. Sjön, som är belägen mellan sjön Drevviken och Ältasjön, anses av Stockholm Vatten vara Stockholms renaste sjö, men har sedan 1980-talet fått viss övergödning av fosfor och en alltmer utbredd tät vegetation av vattenväxten axslinga. Badets byggnader ritades av arkitekt Paul Hedqvist och hela anläggningen invigdes den 23 juni 1934. Badet med byggnader och stränder ligger inom Flatens naturreservat som bildades år 2007.

## Historik

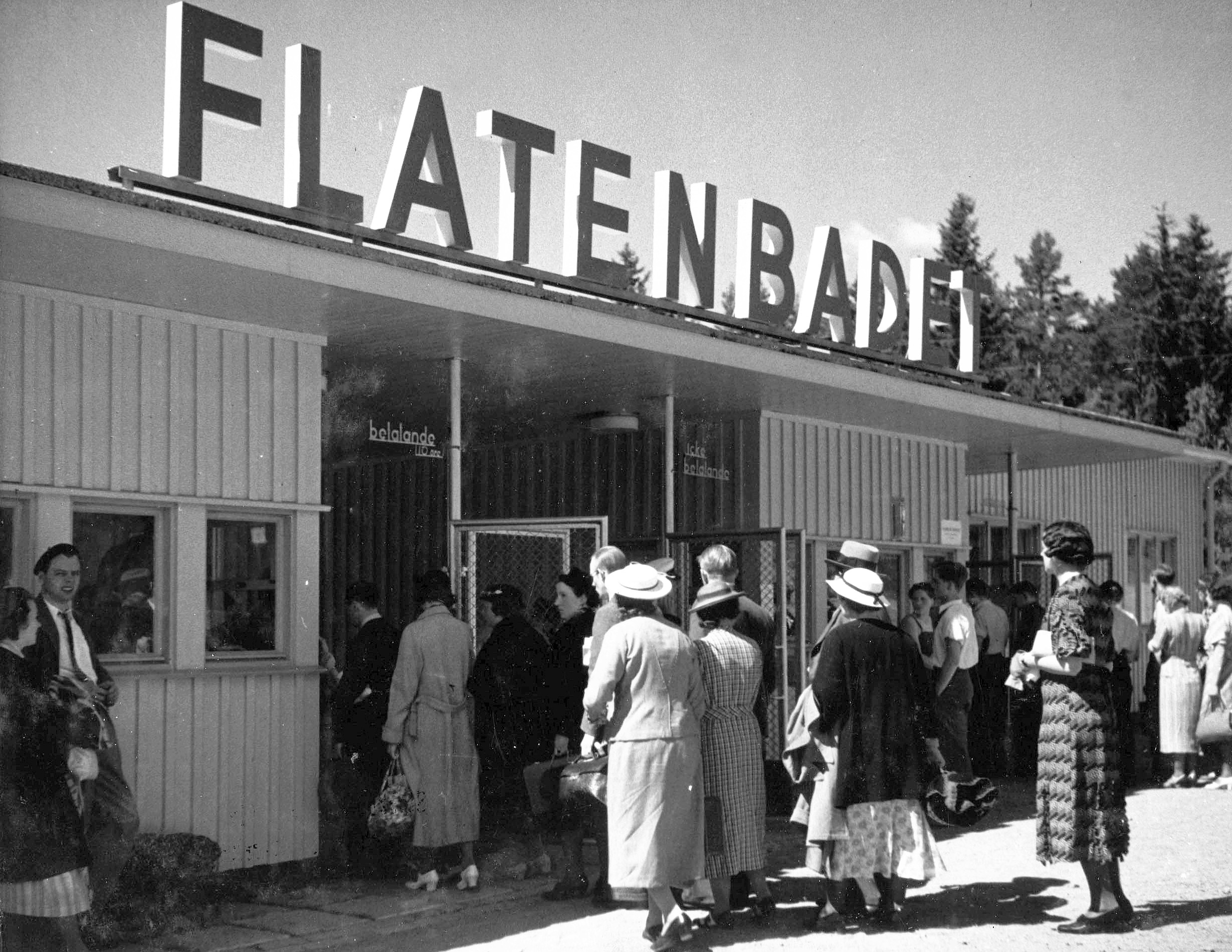
Entrékö till badet 1937.

Flatenbadet har en strand med 1 200 meters längd och en sandyta på 18 000 kvadratmeter. Här finns plats för upp till 15 000 badgäster. Längs stränderna finns flera badbryggor och ett hopptorn. Byggnaderna ritades av arkitekten Paul Hedqvist i en tid när Stockholms stad anlade badplatser och parker med en tydlig social inriktning med syftet att göra friluftsliv mer åtkomligt för Stockholms invånare (se Stockholms parker).
Hedqvist ritade en entrébyggnad med skylten "Flatenbadet" i versaler över ingången. Byggnadens fasader är av gulmålat trä med locklistpanel och grönmålade snickerier. Längs båda sidor om entrén anordnade han längor med omklädnadsrum och servering. Dessa var under många år stängda då underhållet var eftersatt, men efter ett medborgarförslag 2007 som uppmärksammades i media, så initierades ett omfattande renoveringsarbete. Serveringsverksamhet bedrivs i de renoverade samt i nya byggnader av senare datum. 
Bygget av badanläggningen var initialt ett offentligt projekt och utfördes med hjälp av nödhjälpsarbeten. Numera är Hedqvists byggnader grönmärkta av Stadsmuseet i Stockholm vilket innebär att bebyggelsen bedöms vara särskilt värdefull från historisk, kulturhistorisk, miljömässig eller konstnärlig synpunkt. Den 23 juni 2020 eldhärjades och totalförstördes en del av den södra längan med omklädningsrum, duschar och toaletter.
I norra ändan av badet ligger det särskilda Barnbadet. Åren 1935–1978 gick det badbussar hit för stockholmsbarnen (söder om Slussen) som skulle komma ut i naturen och njuta av bad, frisk luft och fria rörelser. En vanlig sommar på 1950-talet besöktes badet under sex veckor av 2000 barn per dag, från fem till fjorton år. De fick simundervisning och till lunch bullar och mjölk. Söder om badplatsen finns ett friluftsområde med campingplats och en före detta idrottsplats. Barn från Stockholm norr om Slussen bussades till Kanaanbadet vid Blackeberg.

## Bilder

Historiska bilder
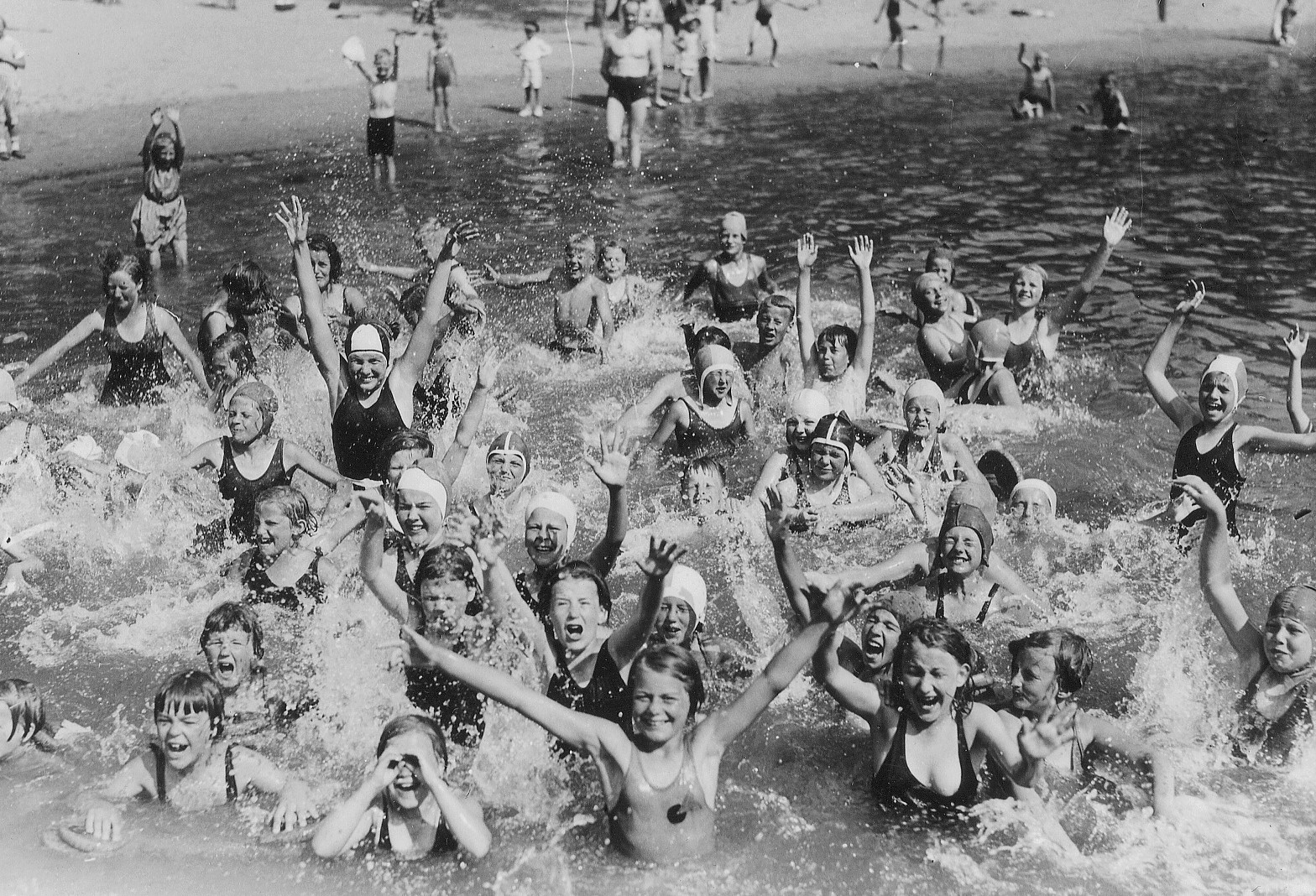
Invigningen 1934
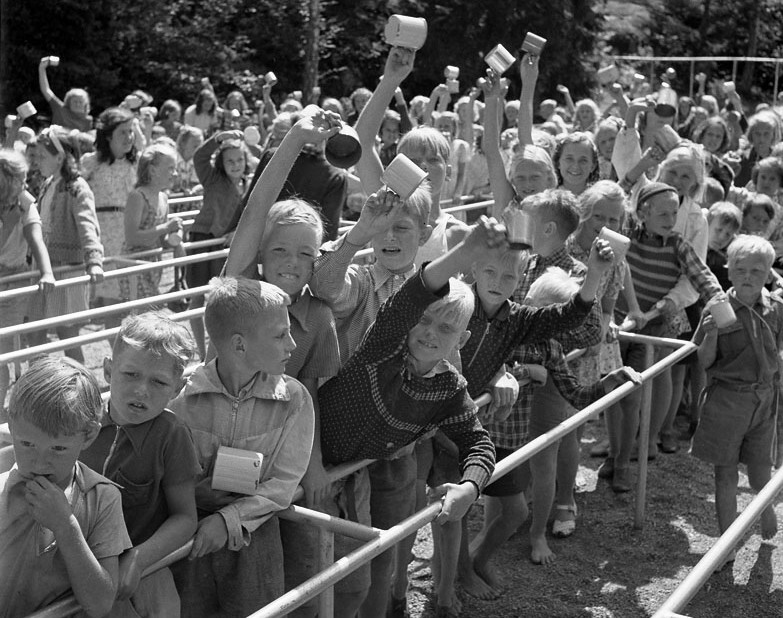
I bull- och mjölkkön 1944
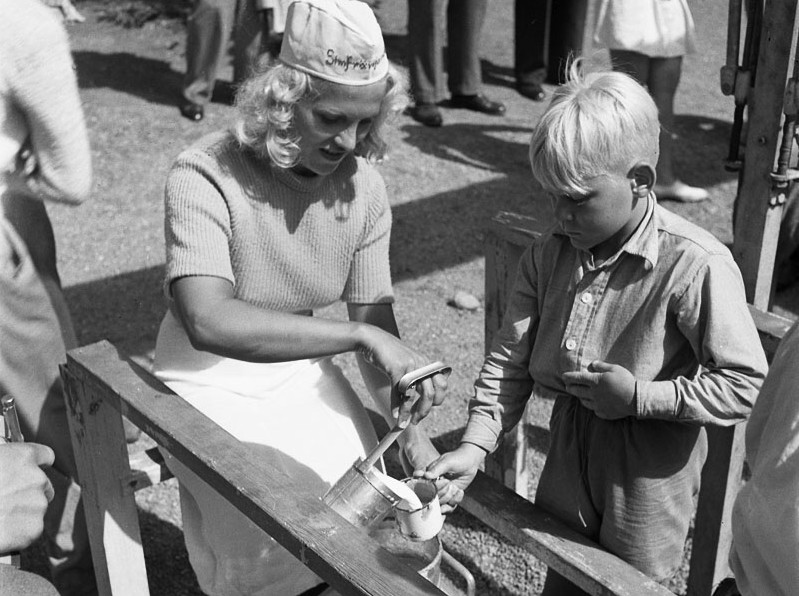
Simfröken delar ut mjölk 1944
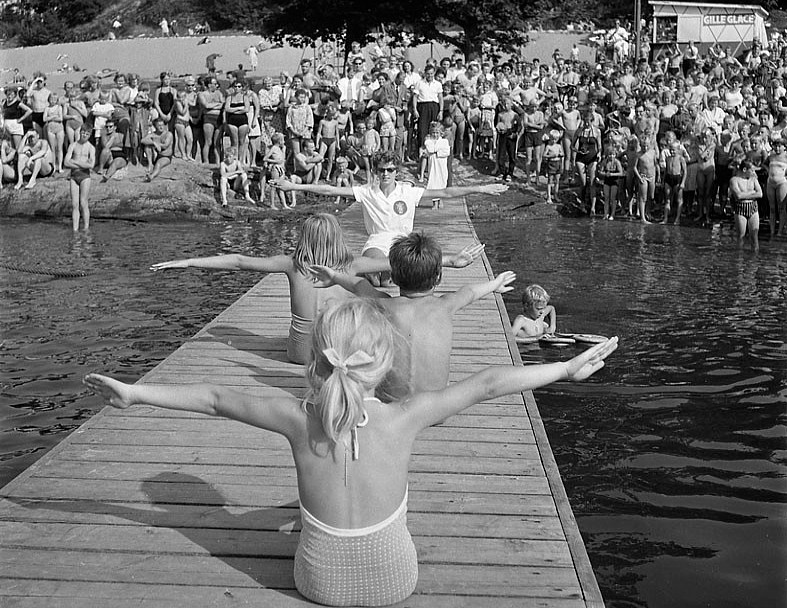
Simundervisning år 1957

Nutida bilder
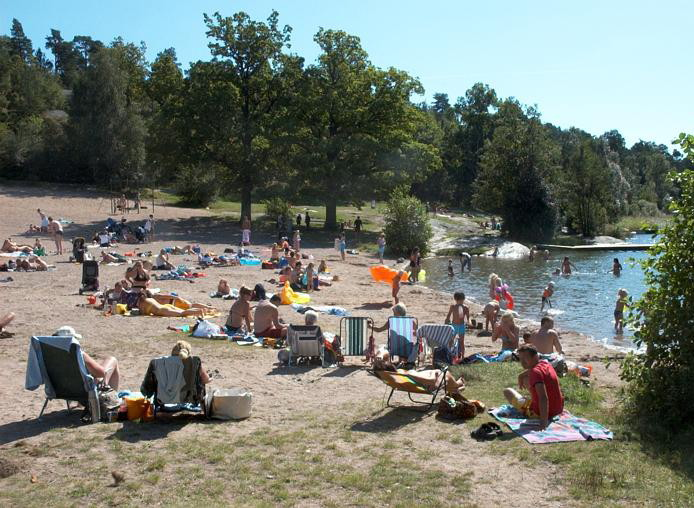
Huvudbadstranden sedd från norr, 20 augusti 2005.
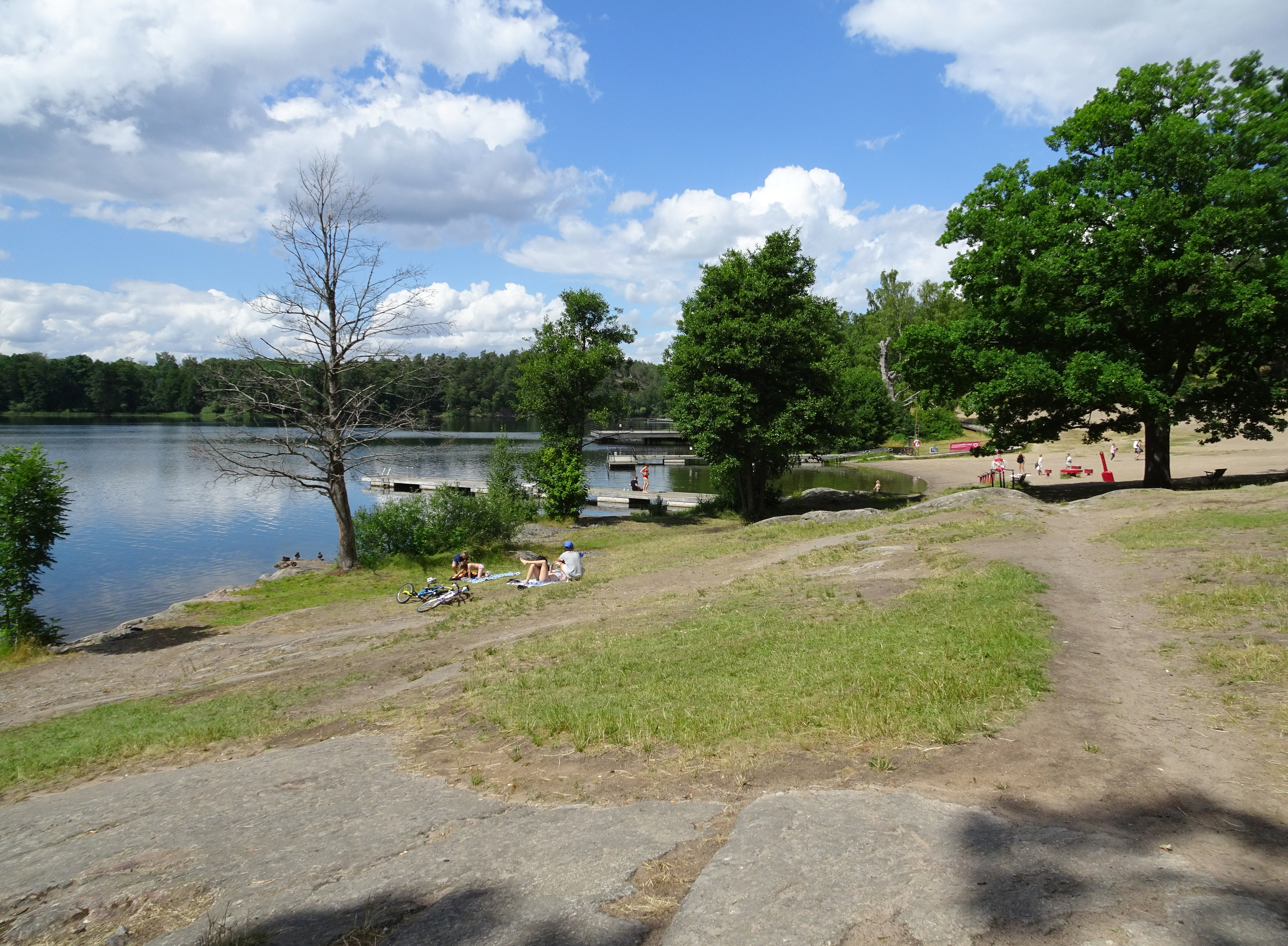
Huvudbadstranden sedd från söder, 29 juni 2020.
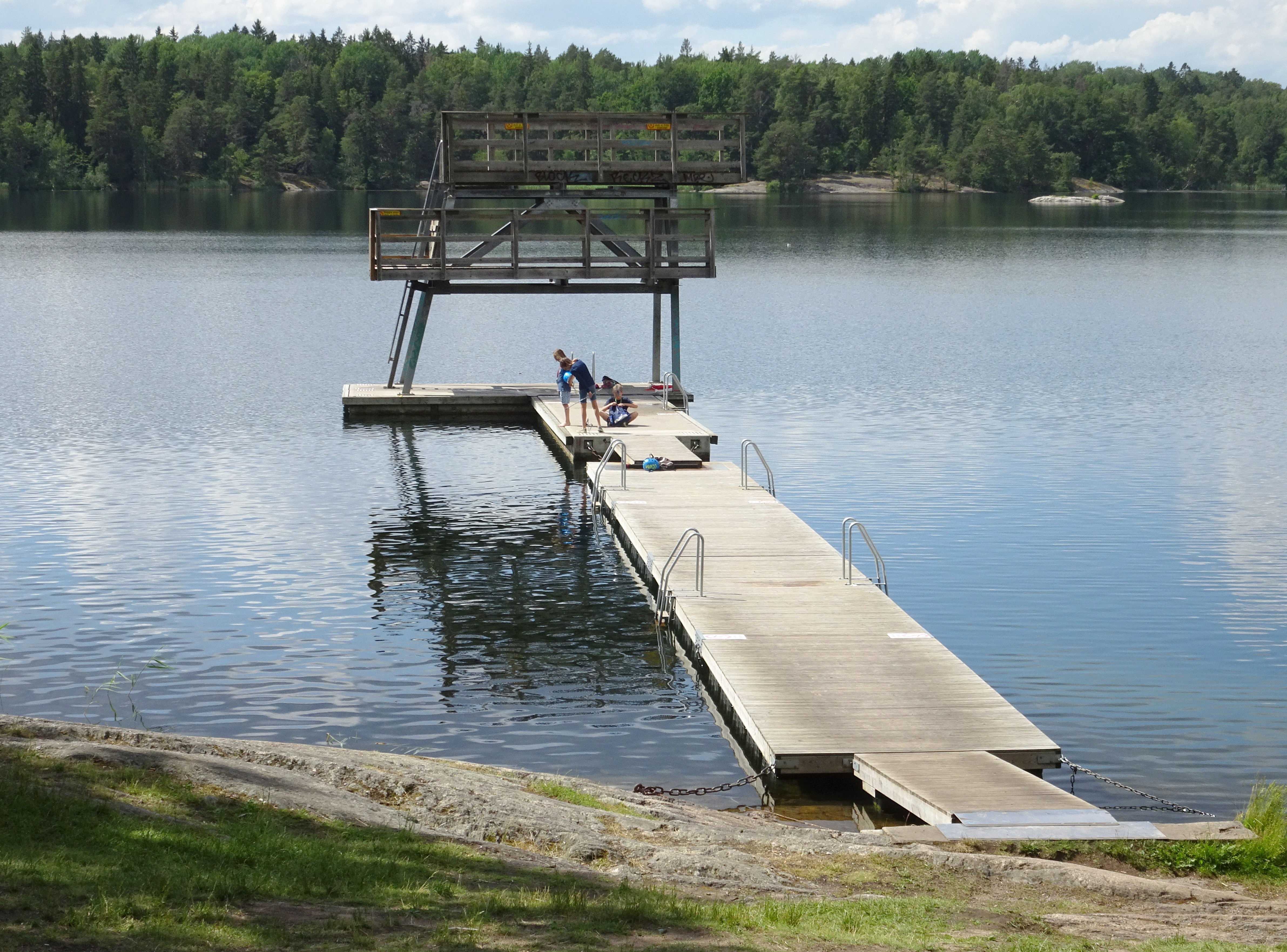
Hopptornet, 29 juni 2020.
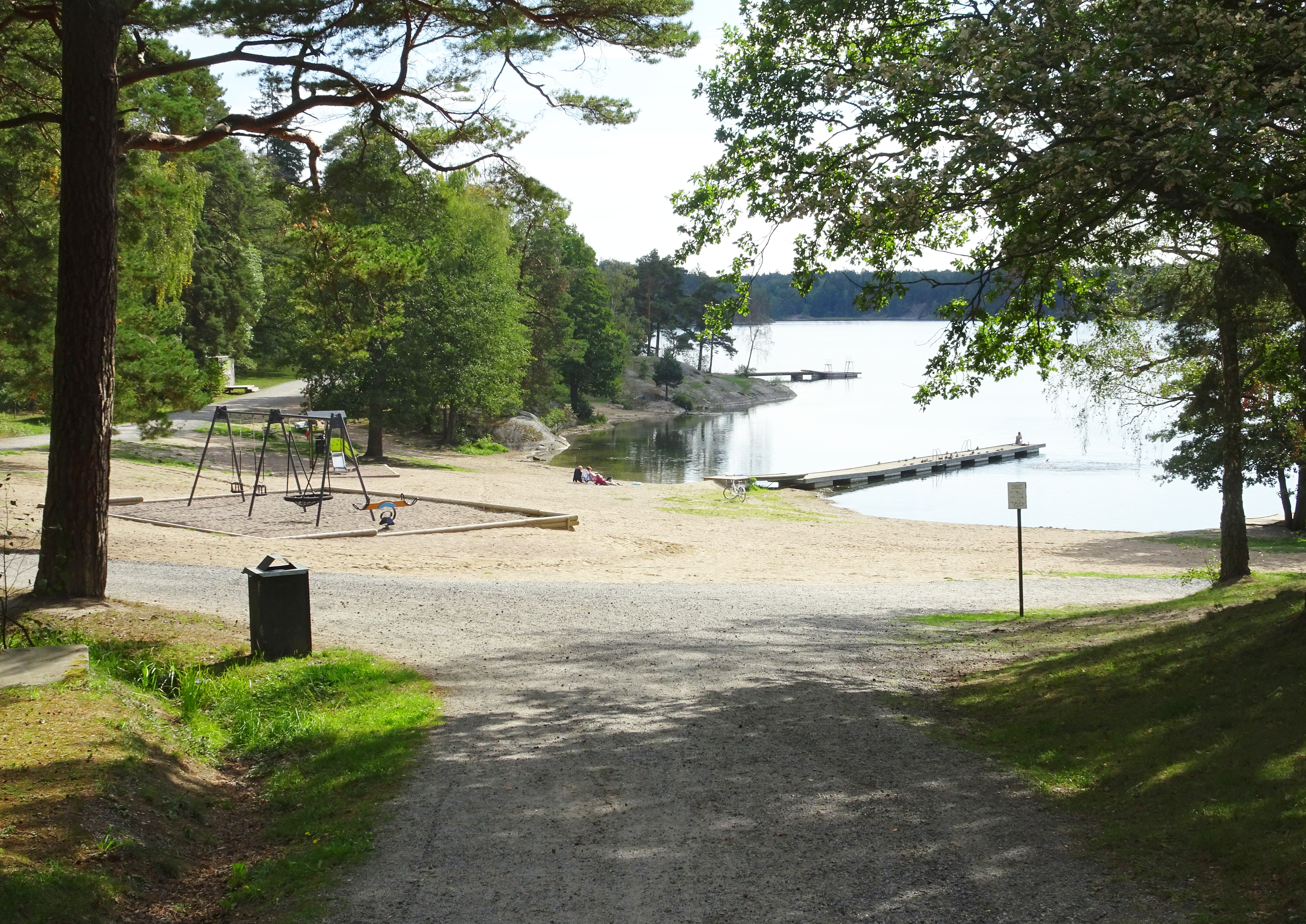
Flatens barnbad, 3 september 2018.

Flatensbadets byggnader
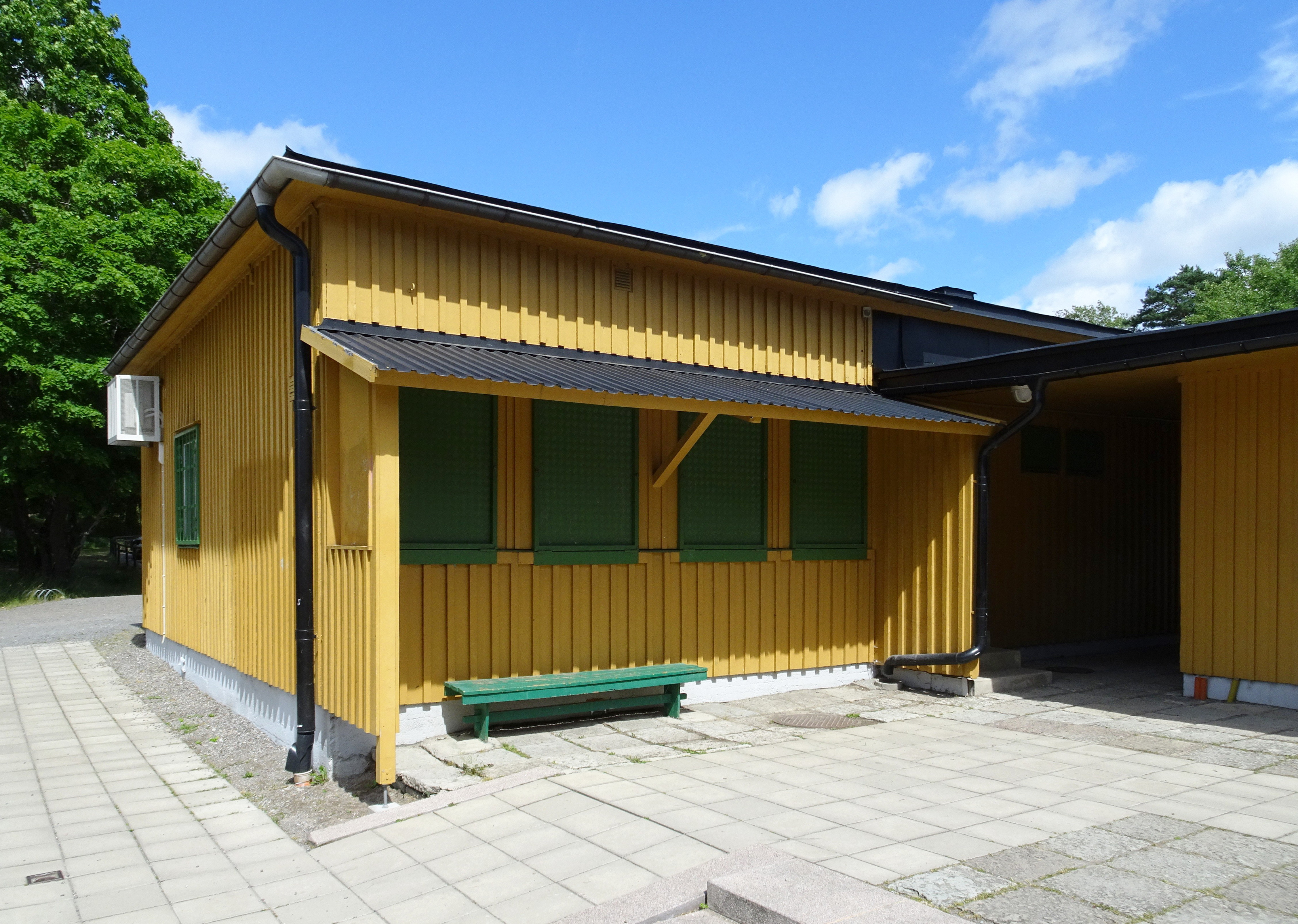
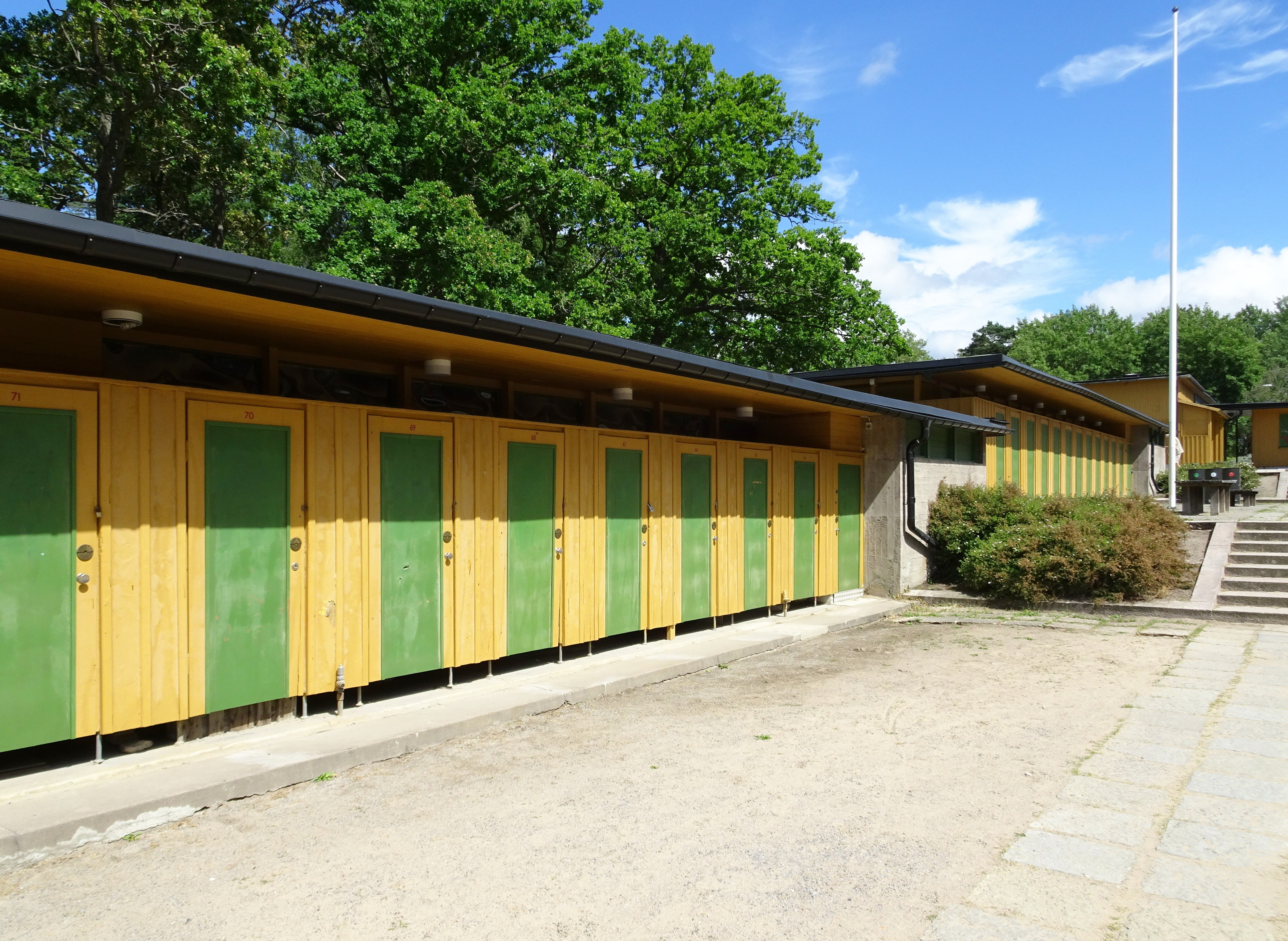
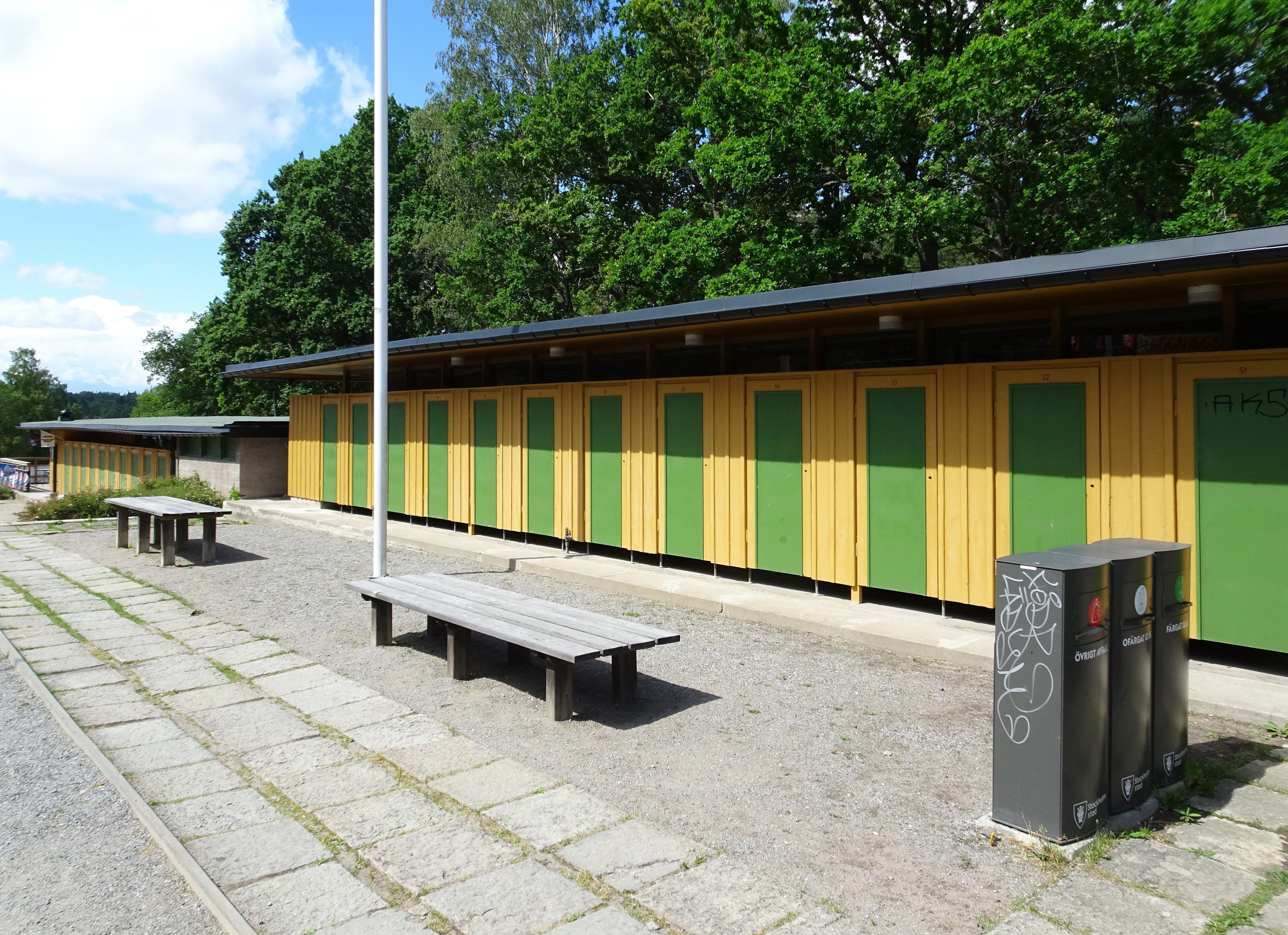
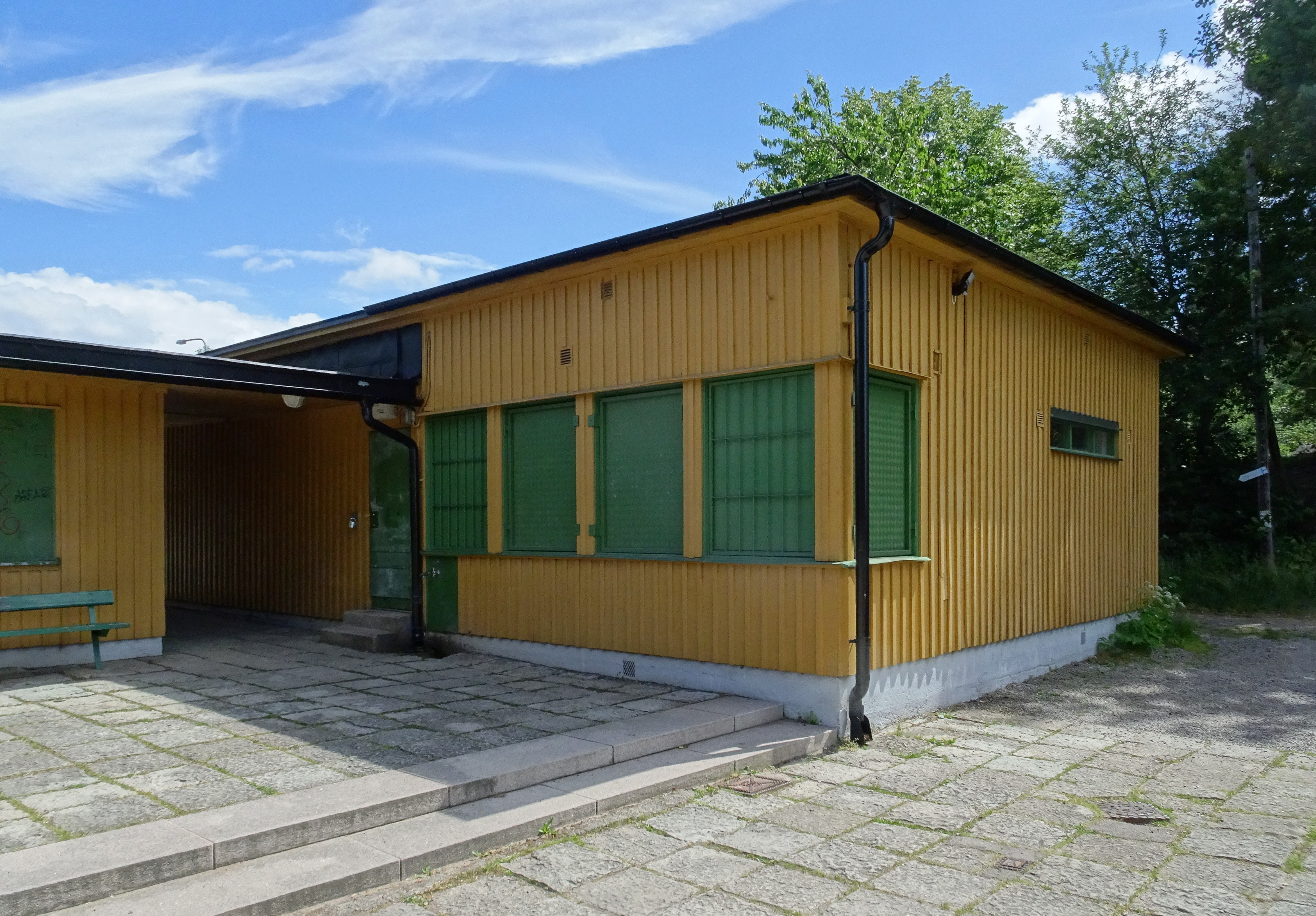